# Dysschema lygdamis
Dysschema lygdamis là một loài bướm đêm thuộc phân họ Arctiinae, họ Erebidae.